# NUKU
NUKU, ookwel Eesti Noorsooteater, is een poppentheater in de Estse hoofdstad Tallinn. Het theater werd in 1952 opgericht door poppenspeler Ferdinand Veike. In 2010 opende in hetzelfde gebouw een museum dat de geschiedenis van de Estse poppentheater laat zien.

## Acteurs
- Doris Tislar (2018-)